# دروغگوی زیبا
«دروغگوی زیبا» (به انگلیسی: Beautiful Liar) تک‌آهنگی مشترک از هنرمندان اهل ایالات متحده آمریکا بیانسه و شکیرا است که در سال ۲۰۰۷ میلادی منتشر شد.
این تک‌آهنگ در چارت‌های ایتالیا، فرانسه، ایرلند، آلمان، اسپانیا، سوئیس، نیوزلند، در رتبه اول و در چارت‌های والونیا، نروژ، استرالیا، دانمارک، فنلاند، سوئد، فلاندرز، و اتریش، جزو ده ترانه اول قرار گرفت.